# NGC 6049
NGC 6049 је појединачна звезда у сазвежђу Змија која се налази на NGC листи објеката дубоког неба.
Деклинација објекта је + 8° 5' 48" а ректасцензија 16h 5m 37,8s. Привидна величина (магнитуда) објекта NGC 6049 износи 12,3 а фотографска магнитуда 6,3. NGC 6049 је још познат и под ознакама = SAO 121361.